# Kirisute Gomen
Kirisute Gomen – singel amerykańskiej grupy muzycznej Trivium.

## Lista utworów
1. "Kirisute Gomen" – 6:27

## Twórcy
- Matt Heafy – śpiew, gitara
- Travis Smith – perkusja
- Corey Beaulieu – gitara
- Paolo Gregoletto – gitara basowa
- Nick Raskulinecz – produkcja
- Colin Richardson – miksowanie